# Alonzo Herndon Stadium
Das Alonzo Herndon Stadium, benannt nach dem Geschäftsmann Alonzo Herndon, ist das Stadion des Morris Brown College in Atlanta, Georgia, Vereinigte Staaten. Es hat an beiden Längsseiten Tribünen und bietet Platz für 15.011 Zuschauer. Während der Olympischen Sommerspiele 1996 in Atlanta wurden in diesem Stadion und im benachbarten Panther Stadium der Clark Atlanta University die beiden Hockey-Turniere ausgetragen.
Das Team Atlanta Beat aus der Women’s United Soccer Association (WUSA) trug im Stadion in den Jahren 2002 und 2003 seine Heimspiele aus.